# Río Terme
El río Terme (turco Terme Çayı, griego Θερμώδων, Thermōdōn) está en el límite geográfico del distrito de Terme, localizado en el centro del norte de Turquía, entre las ciudades de Ordu y Samsun. Fluye a unos 50 km al este de la ciudad costera de Samsun y desemboca en el mar Negro, a 58 km de esta ciudad.
El arqueólogo Gustav Hirschfeld, el primero que lo remontó en tiempos modernos, situó sus fuentes a 61 km al sureste de Samsun. No están lejos de la confluencia del río Iris (actual Yeşilırmak) y del Lico. Según Plinio el Viejo nacía junto a una fortaleza llamada Fanarea y fluía a los pies del monte Amazonio.
La región es una fértil y aislada llanura. Al sur y al este hay altas montañas. El río Yeşilırmak discurre al oeste.
En la mitología griega, la legendaria capital de las amazonas, Temiscira, se hallaba en las márgenes del río Termodonte.